# Groupe Libertés, indépendants, outre-mer et territoires
Le Groupe Libertés, indépendants, outre-mer et territoires (LIOT) (deutsch Fraktion Freiheit, Unabhängige, Übersee und Territorien) ist eine Fraktion in der französischen Nationalversammlung. Sie wurde am 17. Oktober 2018 mit Abgeordneten von Mitte-links- und Mitte-rechts-Parteien sowie korsisch-nationalistischen Parteien gegründet.

## Geschichte
Die Gruppe wurde am 17. Oktober 2018 unter der Leitung der Co-Leiter Bertrand Pancher und Philippe Vigier gegründet. Frühere Verhandlungen zwischen den korsischen nationalistischen Abgeordneten Olivier Falorni und François Pupponi waren zu Beginn der Legislaturperiode gescheitert. Bei ihrer Gründung definierte sich die Gruppe als in der „Minderheit“ und weigerte sich, sich als in der Mehrheit oder in Opposition zur Regierung zu registrieren. Dies führte zu einer Meinungsverschiedenheit über ihre Platzierung in der Nationalversammlung. Die Abgeordneten der Gruppe forderten, in der Mitte des Plenarsaals untergebracht zu werden. Sie protestierten, indem sie das Foto aller Abgeordneten der Versammlung boykottierten. Die Gruppe schloss sich schließlich am 30. Juli 2020 der Opposition an.